# Tammerfors rådhus
Tammerfors rådhus är Tammerfors tidigare rådhus och stadens nuvarande representationlokaler vid Centraltorget. Rådhuset planerades i nyrenässansstil  av Georg Schreck och stod färdigt 1890. Den palatsliknande byggnaden har flera salar där staden anordnar olika evenemang. Under storstrejken 1905 lästes den röda deklarationen från Tammerfors upp från balkongen på Tammerfors rådhus.
Det första rådhuset från 1802 stod på samma plats och var en envånings träbyggnad På 1830-talet byggdes marknadsstånd på samma tomt. De som av en brand 1878. En tävling utlystes för ett nybygge 1885.  Schreck vann tävlingen. Byggnadsarbetet påbörjades 1887 och byggnaden invigdes den 8 januari 1890. Byggnaden inrymde en gång Tammerfors stadsfullmäktige, drätselkammaren, magistratens kontor och rådhusrätten. Stadens förvaltning flyttade ut på 1920-talet. Rådhuset renoverades som stadens representativa utrymme för första gången på 1960-talet och har sedan dess restaurerats flera gånger. Byggnaden skyddades av detlaljplanen 1995. 
I anslutning till rådhuset byggdes också ytterligare flyglar längs Handelsgatan och Tavastgatan. Den tre våningar höga flygelbyggnaden på Handelsgatan användes först som stadshotell och senare av polisen. Den tvåvåningsflygel som vetter mot Tavastgatan inrymde bland annat stadsfängelset och lager för Tammerfors frivillga brandkår. Dessa flygelbyggnader revs 1964 och det nuvarande affärshuset Kauppa-Tavastland byggdes i stället. På 1970-talet började rådhusets grund på träpålar och stockar att ruttna, vilket fick rådhuset att sjunka. Grunden förstärktes med betongpålar. Rådhuset renoverades och restaurerades senast 2003–2004.
Rådhuset har en betydande konstsamling. I huset finns det till exempel målningar av Albert Edelfelt, Akseli Gallen-Kallela, Helene Schjerfbeck, Hjalmar Munsterhjelm, Pekka Halonen och Eero Järnefelt.

## Bilder

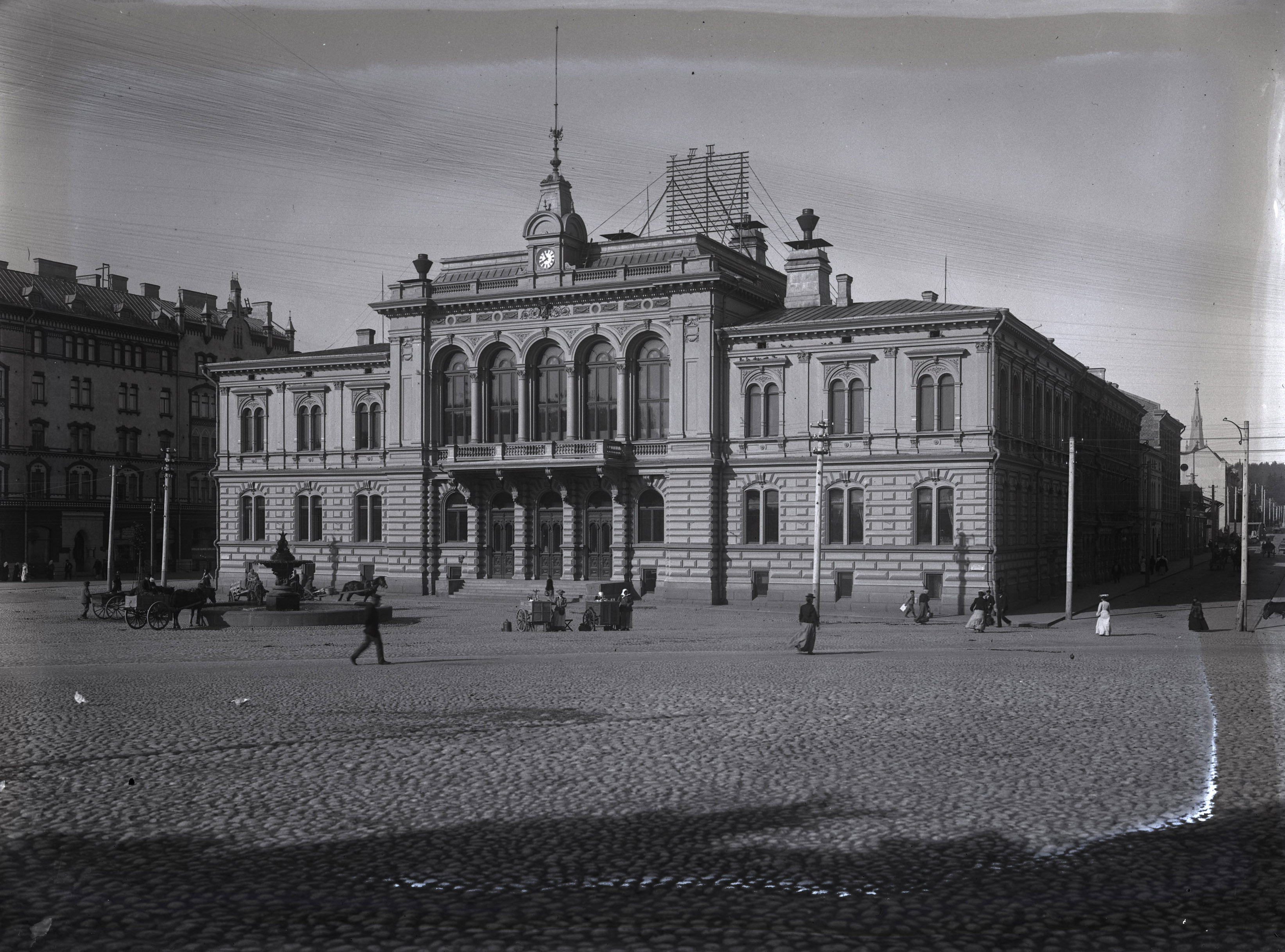
Rådhuset i början av 1900-talet.
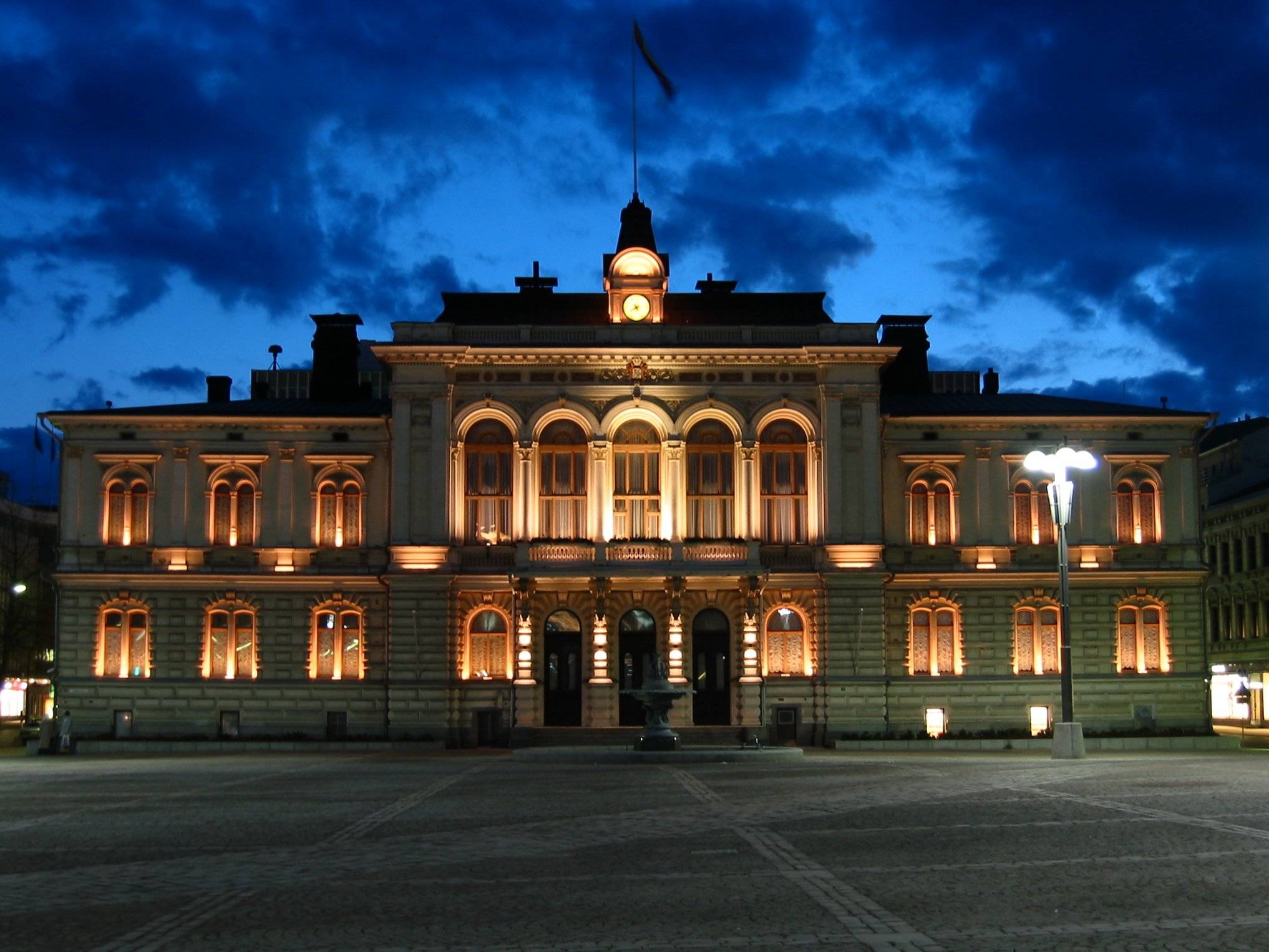
Byggnaden i kvällsljuset.
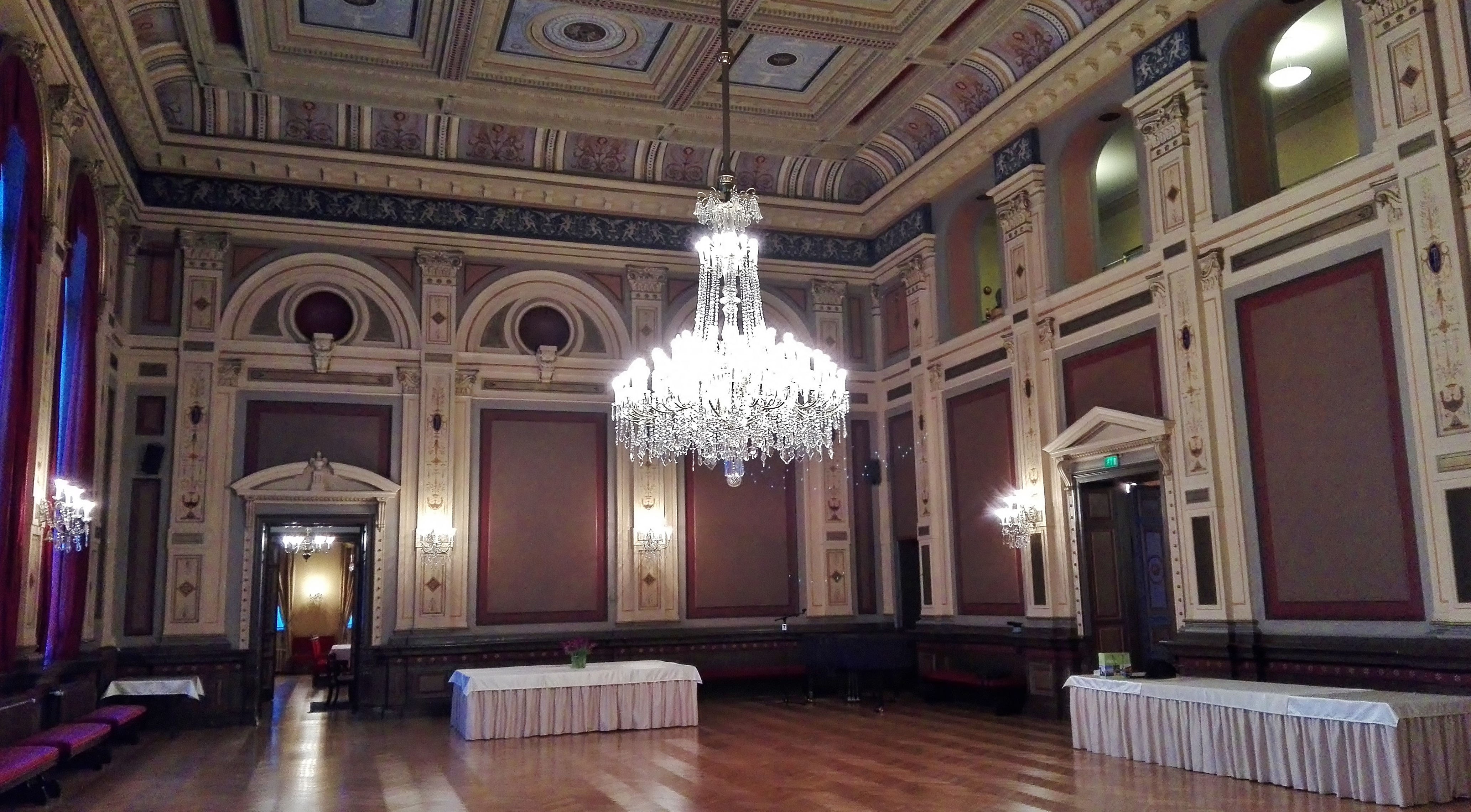
Festsalen.
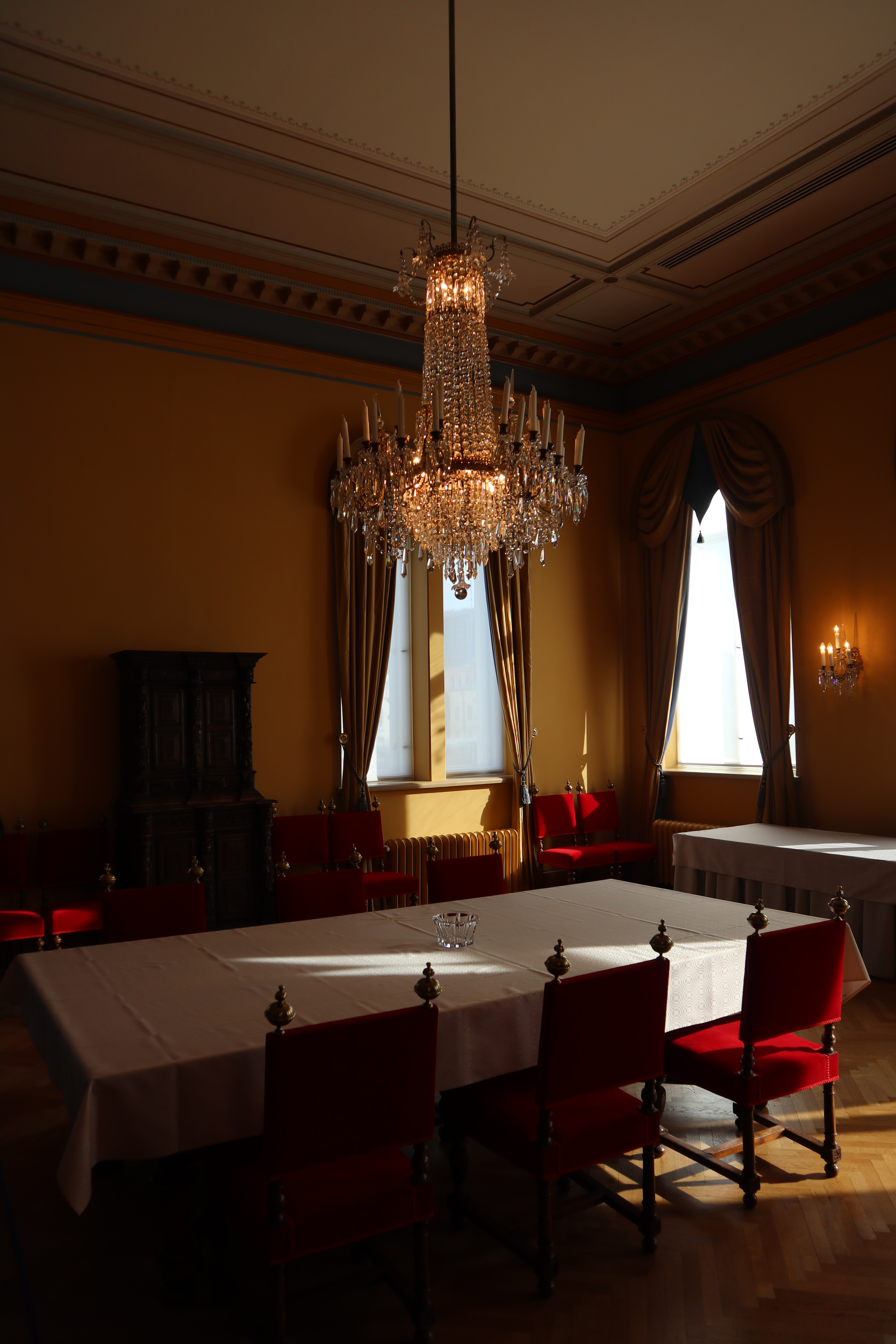
Gyllene rummet.